# Куражин
Кура́жин (раніше Шура) — село в Україні, у Новоушицькій селищній територіальній громаді Кам'янець-Подільського району Хмельницької області.

## Назва
Стара назва походить від того, що перші поселенці побудували в густих лісових хащах курені, або пошури. Звідси й пішла назва села — Шура. За селом Шурою (Куражином) панські управителі побудували господарський двір, який назвали фільварком і дали населеному пункту назву Мала Шурка.
Інша місцева легенда розповідає, що сучасна назва села походить від слова куражитися, тобто веселитися, розважатися.

## Географія
Село лежить на подільській височині на лівому березі Дністровського водосховища. З півночі до поселення примикає село Мала Шурка. Відстань до Кам'янця-Подільського близько 85 кілометрів автодорогами, до міста Хмельницький 117 кілометрів автодорогами.

### Клімат
Клімат помірно континентальний з теплим літом та помірно холодною зимою. Найтепліший місяць року – переважно липень або серпень, найхолодніший – переважно січень чи лютий.

## Символіка

### Герб
Щит розділено вертикально на дві частини лівий фон зеленого кольору, а правий – блакитного. З лівого боку зображено соняшник та кукурудзу з колоссям пшениці, що обв'язані червоною стрічкою. А з правого боку – жовте сонце з хвилястими та прямими променями та сніп пшениці, який обв'язаний золотистою стрічкою. Це символізує два підприємства, які займаються вирощуванням зернових культур.Синя хвиляста лінія у нижній
частині щита символізує річку Дністер, що протікає біля села.

### Прапор
Прямокутне полотнище складається з трьох частин. Верхня ліва половина прапора зеленого кольору, верхня права половина – блакитного кольору, нижня – жовтого  кольору. У лівій верхні частині зображено голову соняшника та жовтий сніп колосся, що вказує на основні види діяльності жителів села. Блакитний колір - символізує річку Дністер, що протікає біля села.

## Історія
Перші письмові згадки про село з'явилися у 1664 році.
Церква Покрови збудована у 1754 році – дерев’яна одноверха, дах гонтовий, з окремою дзвіницею. У 1897–1898 роках була закрита. У 1901 році збирали кошти на нову церкву.
З 1903 року діяла церква святого Михаїла. 1936-го зазнала руйнування та закриття. Ймовірно згодом переосвячена на Покрови.
1906—1907 роках селяни Куражина проводили протести проти поміщика.
7 (20) листопада 1917 року, відповідно до Третього Універсалу Української Центральної Ради, село Куражин увійшло до складу Української Народної Республіки.
Через поразку УНР окуповане Червоною армією. Радянська окупація принесла колективізацію та розкуркулення, селяни зазнали репресій.
Жителі зазнали сталінських репресій, потерпали від голодомору 1932–33 років. Вмирали ледь не у кожній хаті, їли лободу, равликів, котів, псів, цвіт. Достимено відомо про 94-х жертв голоду, хоча імена загиблих без років народження, у списку є діти без імен. З пам’ятників померлих селян сільського цвинтаря, радянська влада вирішила збудувати баню на краю села. Тоді, в 30-40-ві роки старі люди зупиняються і хрестяться до мурів. У Куражині на цвинтарі є хрест «Пам’яті жертв Голодомору 1932—1933».
Селі поширювався журнал «Тризуб», а часом владі та ввижалися «петлюрівці». Для здійснення і виправдання терору. Типові статті: «Оздоровити куражинське керівництво»; «На ланах Куражинської артілі діє клясовий ворог»(«Комунар», №33, 35, 12.04.1933, 18.04.1933).

По закінченню Другої світової війни у 1946—1947 роках мешканці села вчергове пережили голод. Ті події, так описує один з мешканців села:
| | \| «1946—1947 рр. для нашої сім’ї були легші, ніж для односельців, Тато, хоч і важко пораненим, повернувся з війни, у бригадирах був. Але мусив ходити-таки по хліб до Прикарпаття, де через відсутність колгоспів (чи через присутність УПА) не все вимітали з комор, і Нечорнозем’я ділилося крихтами з Чорнозем’ям і бачило, яке «добро» до них гряде. Гірко згадую, як я, другокласник, біг до Дністра навстріч татові, що кульгав з мішком кукурудзяної муки і ніс мені до Великодня дарунок — резиновий м’ячик. Мама відсипала по мисочці муки своїм батькам, бідним сусідам Марії і Микиті Косташам, та цим не зарадила — дід Яків і бабуся Докія померли з голоду. Сирітки Женя і Василь Косташі вижили на гнилій картоплі з мерзлої ріллі, на супі з лободи, грудці мамалиги в сусідів».[3] \| |
| «1946—1947 рр. для нашої сім’ї були легші, ніж для односельців, Тато, хоч і важко пораненим, повернувся з війни, у бригадирах був. Але мусив ходити-таки по хліб до Прикарпаття, де через відсутність колгоспів (чи через присутність УПА) не все вимітали з комор, і Нечорнозем’я ділилося крихтами з Чорнозем’ям і бачило, яке «добро» до них гряде. Гірко згадую, як я, другокласник, біг до Дністра навстріч татові, що кульгав з мішком кукурудзяної муки і ніс мені до Великодня дарунок — резиновий м’ячик. Мама відсипала по мисочці муки своїм батькам, бідним сусідам Марії і Микиті Косташам, та цим не зарадила — дід Яків і бабуся Докія померли з голоду. Сирітки Женя і Василь Косташі вижили на гнилій картоплі з мерзлої ріллі, на супі з лободи, грудці мамалиги в сусідів». | |

В 1981 році почалось заповнення басейну Дністра водою, яке тривало шість років, внаслідок цього затоплено долину річки Калюс поблизу села та ряд сіл на цій річкі: містечко Калюс, села Великий Берег та Малий Берег, інші.
З 1991 року Куражин в складі незалежної України.
2011 році знімали кіно про хату-музей в Куражині.
До 2015 року сільській раді підпорядковані були села Мала Шурка та Глибівка. З 20 серпня 2015 року шляхом об'єднання сільських рад, село увійшло до складу Новоушицької селищної громади, до цього органом місцевого самоврядування була Куражинська сільська рада.
До адміністративної реформи 19 липня 2020 року село належало до Новоушицького району, після увійшло до складу Кам'янець-Подільського району.

## Пам'ятки історико-культурного та природоохоронного фонду місцевого значення
- Два великих кургани на північний схід від села; у лісі на схід від села — земляний вал, який обмежує площу в 4,5 га, де знаходили кістки та черепи людей. У Хребтіївському лісі на захід від села був земляний льох довжиною до 32 м.
- Калюський заповідник (1832 га)
- Церква Покрови. Нинішній вигляд має з 1870-х рр. Збудована була у 1754 р. — дерев'яна одноверха, дах гонтовий, з окремою дзвіницею. Іконостас 4-ярусний. Пізніше перебудована.
- Садибний будинок Барановських (мур.), нині житло, 1860 р.
- Парк, 1860 р.

## Населення
Населення за переписом 2001 року становило 919 осіб.
Населення становило 797 осіб та 517 дворів станом на 2010 рік.

### Мова
У селі поширені західноподільська говірка та південноподільська говірка, що відносяться до подільського говору, який належить до південно-західного наріччя.

## Інфраструктура
Селі Куражин діяли: школа, будинок культури, бібліотека, фельдшерський пункт, магазин «Людмила».

## Туризм
Біля села Куражин за приблизно 7-8 кілометрів автошляхами в південному напрямку на пологому півострові утвореного річками Калюс та Дністер у місцевості Куражинські дачі, є популярне місце для відпочинку на Дністровському водосховищі. Тут знаходиться декілька готелів, садиб, еко-садиб та пляжів для відпочинку.

## Відомі люди
В селі народилися:
- Василашко Михайло Федорович (* 1947) — український журналіст.
- Гончарук Федір Євтихович — Герой Радянського Союзу.
- Василашко Василь Федорович — український поет, журналіст. Заслужений журналіст України.
- Шевчук Борис Іванович (1963-2014) — вояк батальйону «Айдар», загинув у боях за Луганськ.

## Галерея

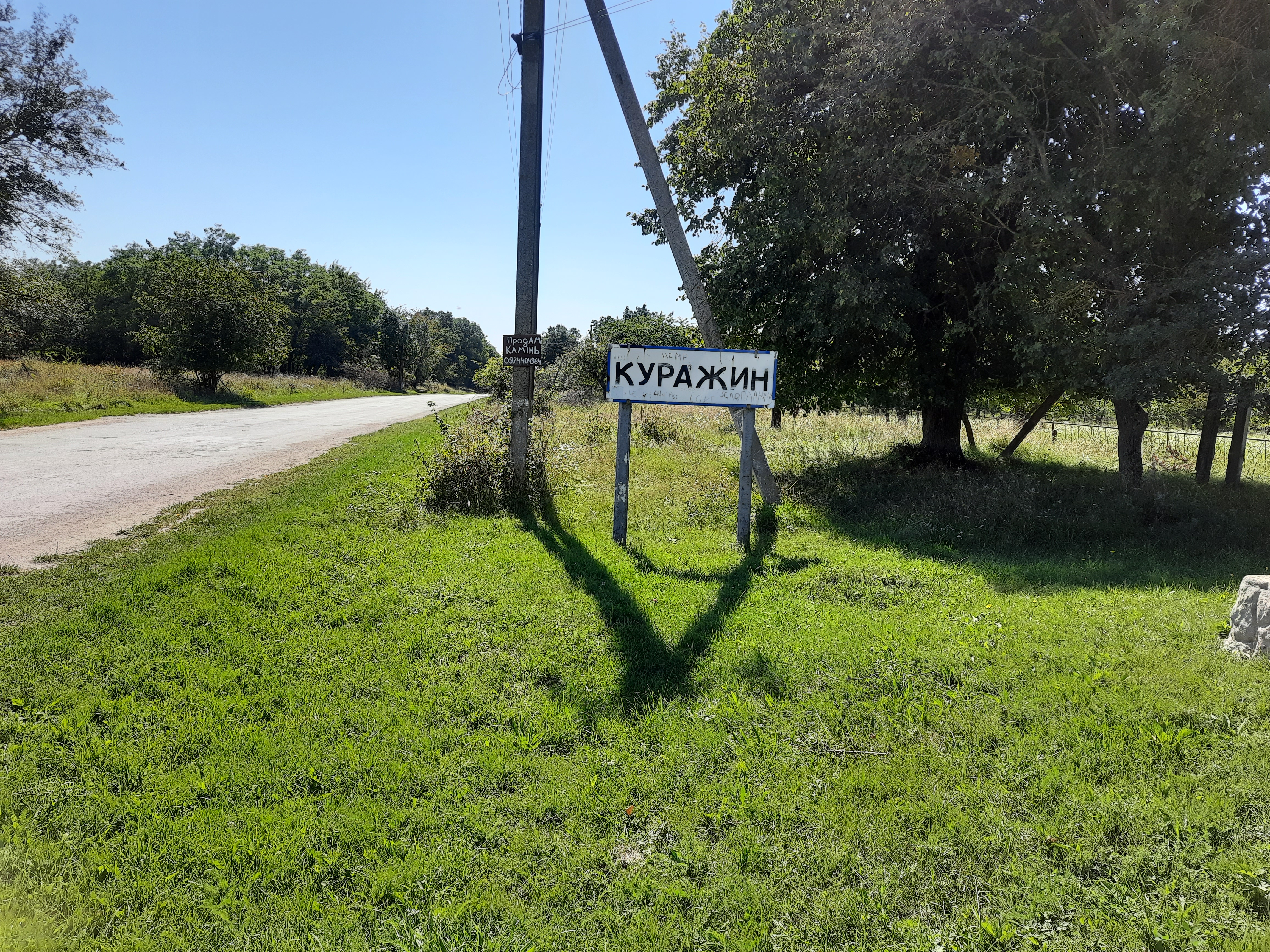
Дорожній знак при в'їзді в село
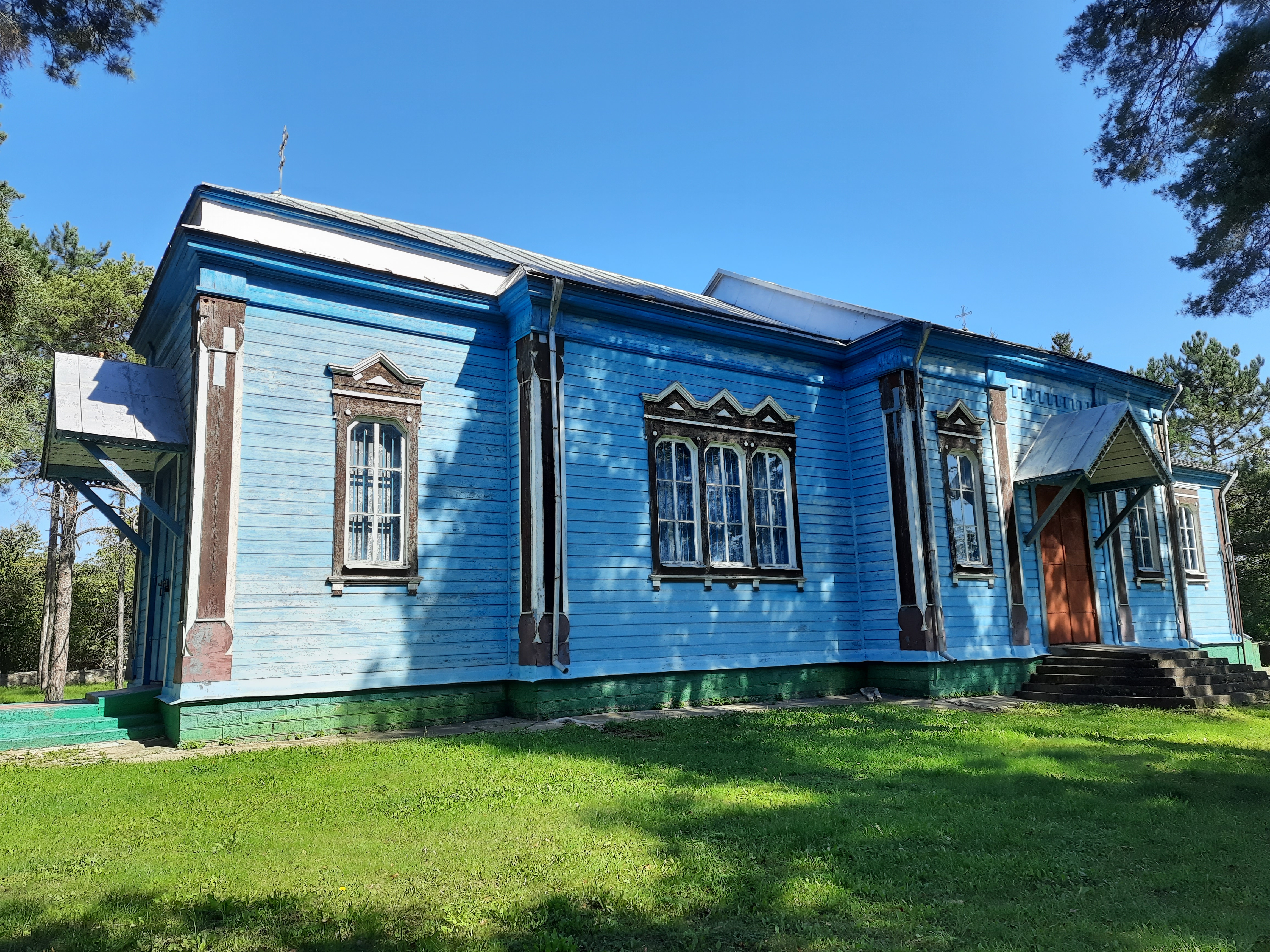
Покровська церква
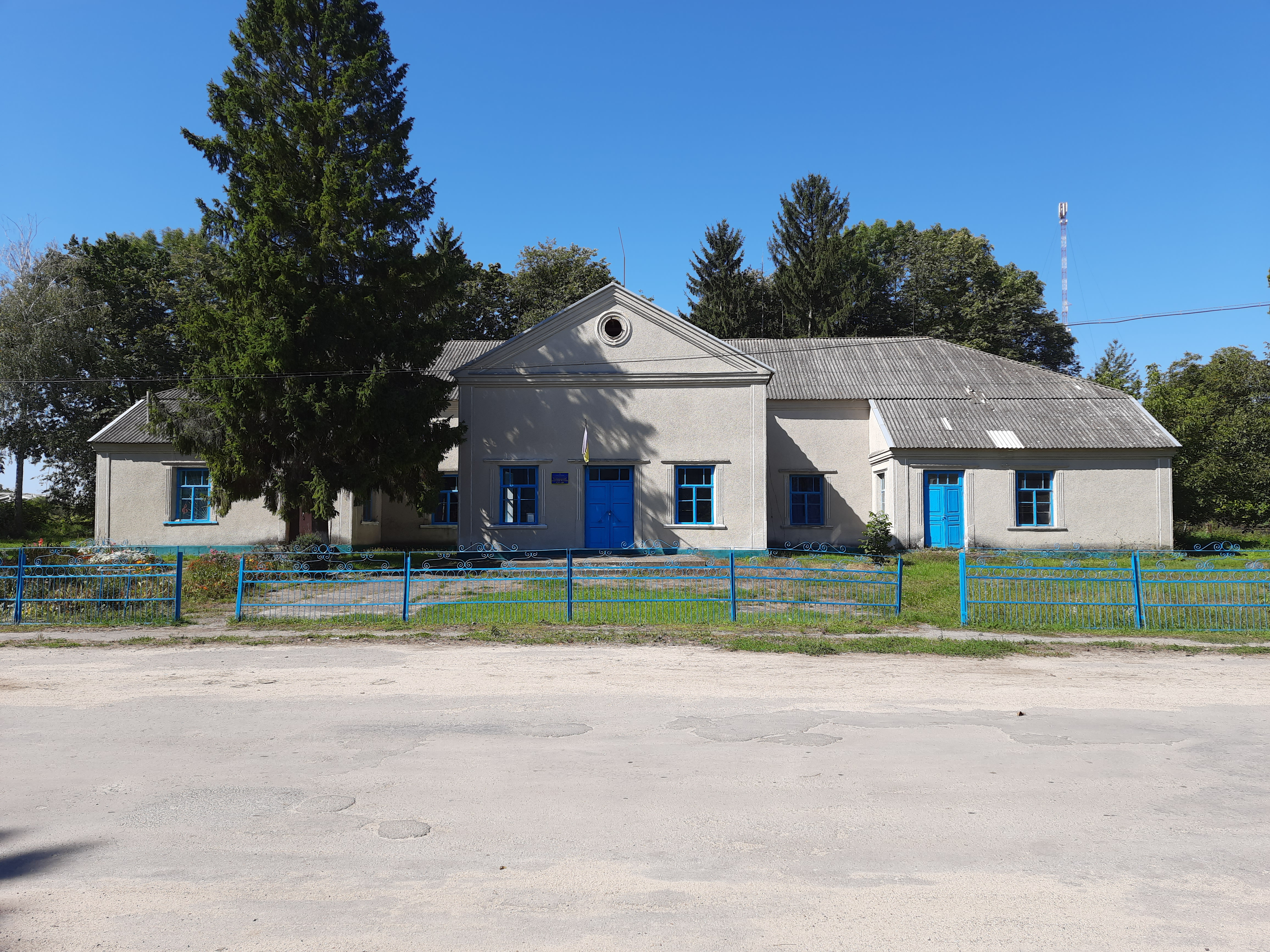
Клуб
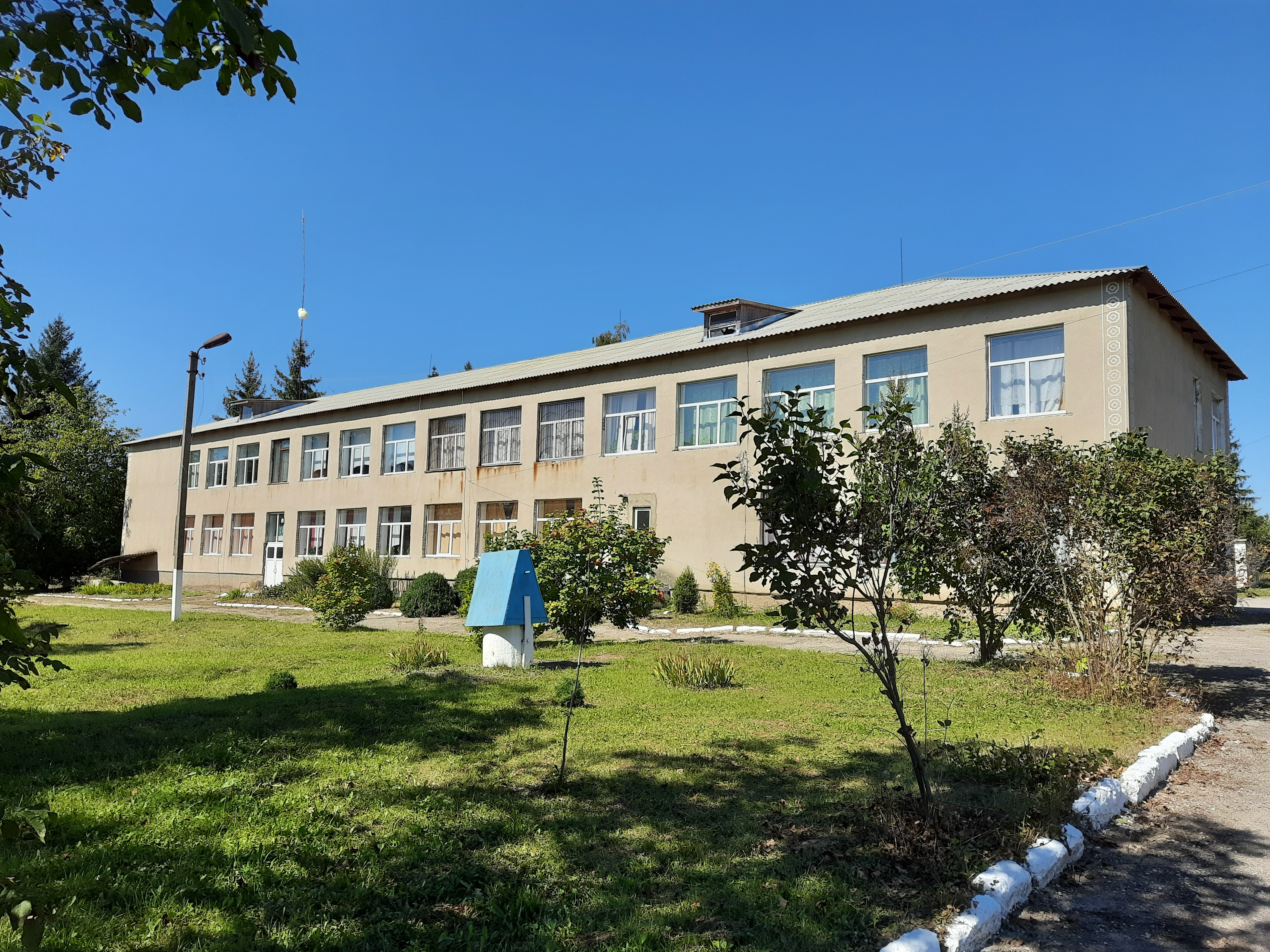
Школа
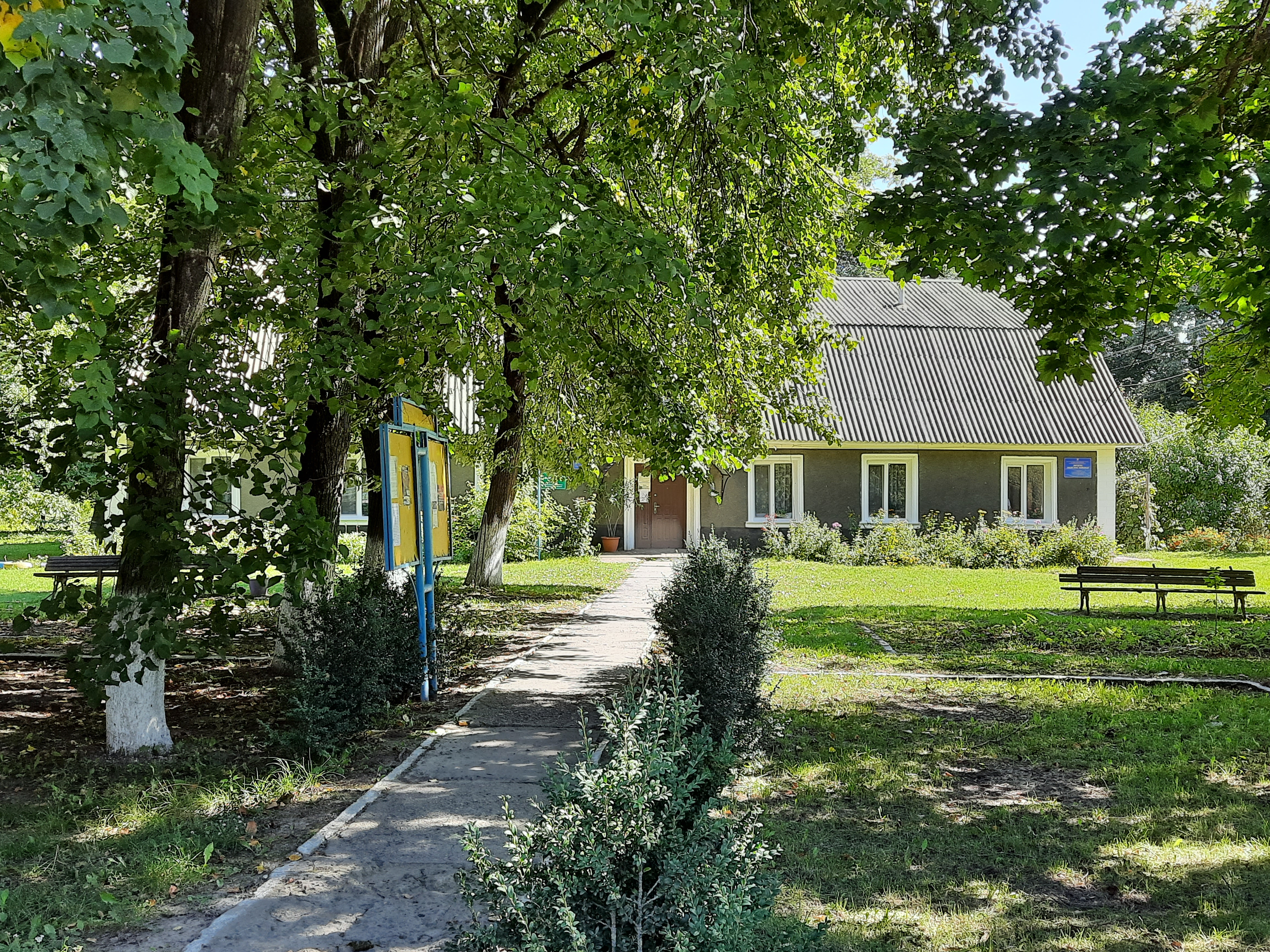
Старостат
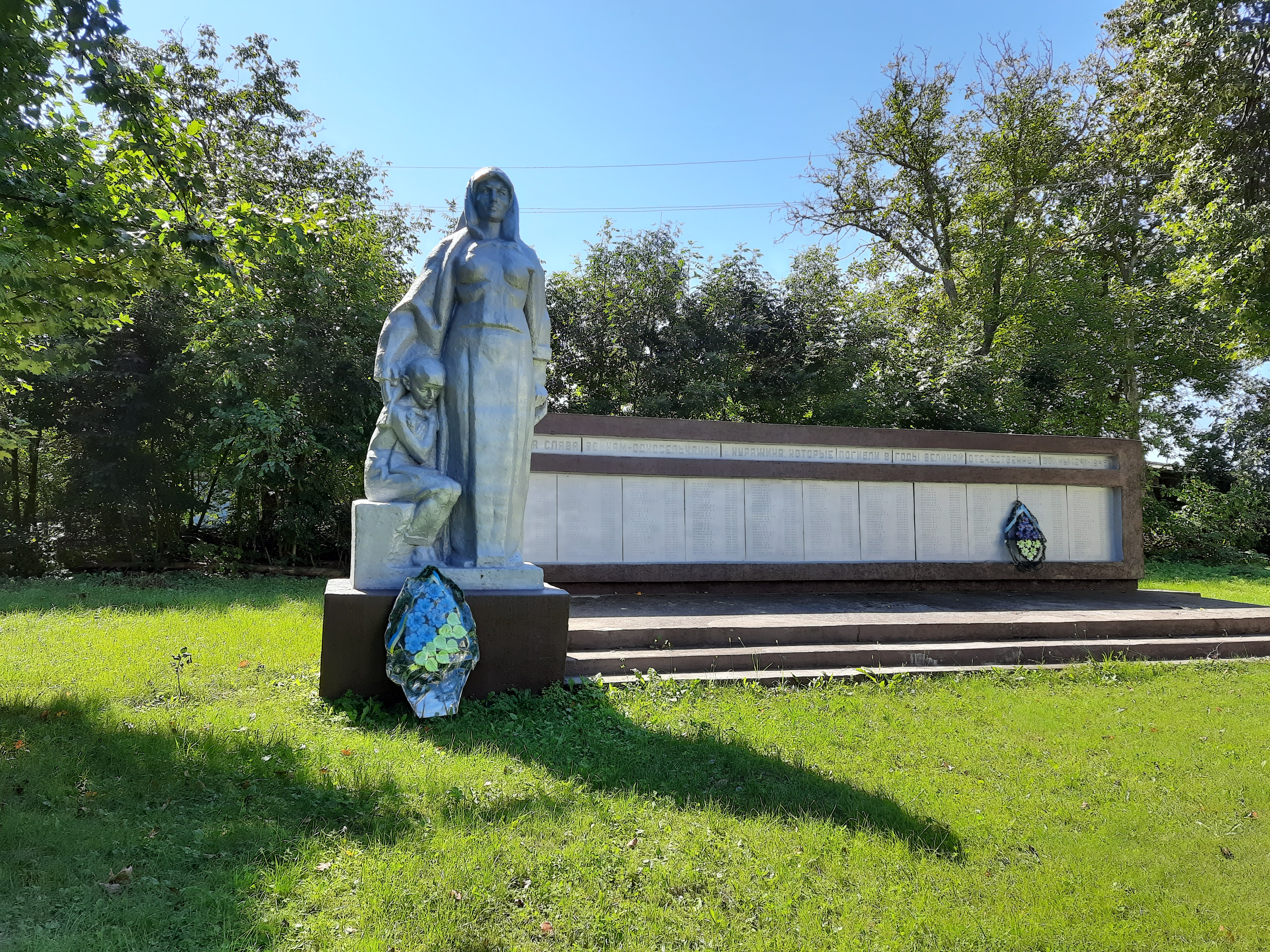
Пам'ятний знак на честь воїнів-односельчан